# Sirystes
Sirystes es un género de aves paseriformes perteneciente a la familia Tyrannidae, que agrupa a especies nativas de la América tropical (Neotrópico), cuyas áreas de distribución se encuentran desde el este de Panamá a través de América del Sur hasta el noreste de Argentina. Sus miembros son conocidos por el nombre popular de mosqueros, y también atrapamoscas o siristes, entre otros. Este género era monotípico hasta que algunas subespecies de Sirystes sibilator fueron separadas y elevadas al rango de especies, com base en significativas diferencias de vocalización y morfológicas estudiadas por diversos autores.

## Etimología
El nombre genérico femenino «Sirystes» deriva del griego «suristēs» que significa ‘gaitero’.

## Características
Las aves de este género son tiránidos distintivos, medianos, miden alrededor de 18 cm de longitud, de colores negro, gris y blanco. Habitan en el dosel y en los bordes de selvas húmedas en ambas pendientes de los Andes.

## Taxonomía
En mayo de 2014, fue aprobada la Propuesta 610 (A) al Comité de Clasificación de Sudamérica (SACC) separando la subespecie S. sibilator albogriseus de S. sibilator elevándola al rango de especie Sirystes albogriseus de acuerdo con Ridgely & Greenfield (2001), seguido por Jahn et al. (2002), Hilty (2003), Gill & Wright (2006), Ridgely & Tudor (2009), McMullan & Navarrete (2013) y otros, con base principalmente en diferencias de vocalización discutidas en Ridgely & Tudor (1994).
En la misma propuesta 610 (B), de acuerdo con Donegan (2013), y con base en diferencias de vocalización, las subespecies S. sibilator albocinereus y S. sibilator subcanescens fueron separadas de S. sibilator y elevadas al rango de especies Sirystes albocinereus y Sirystes subcanescens.
Los amplios estudios genético-moleculares realizados por Tello et al. (2009) descubrieron una cantidad de relaciones novedosas dentro de la familia Tyrannidae que todavía no están reflejadas en la mayoría de las clasificaciones. Siguiendo estos estudios, Ohlson et al. (2013) propusieron dividir Tyrannidae en cinco familias. Según el ordenamiento propuesto, Sirystes permanece en Tyrannidae, en una subfamilia Tyranninae Vigors, 1825, en una tribu Myiarchini Hellmayr, 1927, junto a Rhytipterna, Casiornis y Myiarchus.

## Lista de especies
Según las clasificaciones Clements Checklist/eBird y del Congreso Ornitológico Internacional el género agrupa a las siguientes especies, con el respectivo nombre común:
| Imagen | Nombre científico     | Autor                       | Nombre común        | Estado de conservación | Distribución |
| ------ | --------------------- | --------------------------- | ------------------- | ---------------------- | ------------ |
|        | Sirystes albogriseus  | (Lawrence,1863)             | mosquero del Chocó  | LC                     |              |
|        | Sirystes albocinereus | P.L. Sclater & Salvin, 1880 | mosquero culiblanco | LC                     |              |
|        | Sirystes subcanescens | Todd, 1920                  | mosquero canoso     | LC                     |              |
|        | Sirystes sibilator    | (Vieillot, 1818)            | mosquero silbador   | LC                     |              |